# Малајска Федерација
Малајска Федерација (малајс. Persekutuan Tanah Melayu, енгл. Federation of Malaya) била је федерација једанаест држава (девет малајских држава и два британска мореузка насеља) која је постојала од 1. фебруара 1948. до 16. септембра 1963. године. Федерација је постала независна 31. августа 1957. године, а 1963. је постала позната као Малезија са још Сингапуром, Сјеверним Борнеом и Сараваком. Комбинација држава која је раније чинила Федерацију Малаја у данашње вријеме је позната као полуострвска Малезија.